# Irish Recorded Music Association
Pour les articles homonymes, voir IRMA.
L'Irish Recorded Music Association (IRMA) est une association qui défend les intérêts de l'industrie du disque en Irlande.